# Américo Amorim
Pour les articles homonymes, voir Amorim.
Américo Ferreira Amorim, né le 21 juillet 1934 à Mozelos et mort le 13 juillet 2017 à Grijó, est un homme d'affaires milliardaire portugais et propriétaire à 50 % de Corticeira Amorim, entreprise de production de liège fondée par son grand-père. Au moment de sa mort, il est la personne la plus riche du Portugal, avec une fortune estimée à 4,8 milliards de dollars.

## Biographie
Amorim est né à Mozelos en 1934 dans une « famille modeste », cinquième des huit enfants d'Américo Alves Amorim.

### Carrière
Il possède 50 % de Corticeira Amorim, le plus grand producteur mondial de liège, fondé par son grand-père en 1870 et dont le chiffre d'affaires s'élevait à 650 millions de dollars.
Il s'intéresse à la finance et à l'énergie. En 2005, lui et Isabel dos Santos fondent la Banque de crédit international (BIC) en Angola. Le 22 avril 2008, Banco BIC Portugal démarre ses activités à Lisbonne avec la même structure de propriété que Banco BIC Angola.
En 2008, BIC Angola devient la quatrième banque d'Angola, après Banco Popular de Credito, Banco Africano de Investimento et Banco Fomento Angola. Il cède ensuite sa participation dans BIC à Isabel dos Santos, en 2014. Son plus gros investissement est une participation de 18 % dans Galp Energia, société pétrolière dont il a été le président jusqu'en octobre 2016, où il cède le contrôle de la gestion à sa fille aînée Paula.

### Vie privée
Américo Amorim était marié à Maria Fernanda Amorim (fi), fille du médecin Manuel Pinto Moreira Ramos et de Maria José Nunes de Oliveira, et avait trois filles, Paula (en), Marta et Luísa. Ils vivaient à Grijó.
Il meurt le 13 juillet 2017.

## Distinctions
- Grand-croix de l'ordre de l'Infant Dom Henri
- Commandeur de l'Ordre du Mérite entreprenarial (en)

Le 16 janvier 1997, il a été nommé 121e membre honoraire du Ginásio Clube Figueirense (pt).

### Distinctions étrangères
- Grand-officier de l'ordre de Bernardo O'Higgins (en) ( Chili)
- Doctorat honoris causa de l’Université de Saint John[5]
- Consul général honoraire de la Hongrie au Portugal[6]